# Peter Glüsing

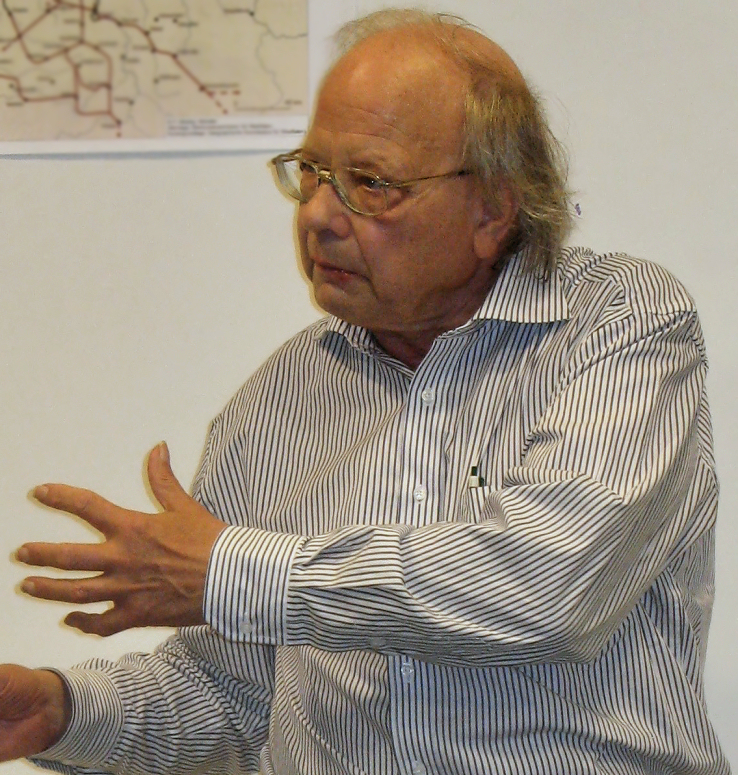
Peter Glüsing, 2009

Peter Glüsing (* 8. März 1934 in Kiel; † 12. Februar 2011 in Münster) war ein deutscher prähistorischer Archäologe.

## Leben
Peter Glüsing studierte von 1957 bis 1965 Geologie, Mittlere und Neue Geschichte sowie Ur- und Frühgeschichte an den Universitäten Kiel und München. 1968 promovierte er an der Universität Kiel bei Georg Kossack mit einer Arbeit zur Chronologie und Trachtgeschichte der Spätlatènezeit und der frühen römischen Kaiserzeit. Ab 1970 war er als Assistent am Institut für Ur- und Frühgeschichte der Universität Münster tätig. Von 1974 bis zu seiner Pensionierung 1999 war er dort Akademischer Oberrat. Seit 1982 gehörte er der Altertumskommission für Westfalen an. Ab 1999 war er Mitglied im Freundeskreis für Archäologie in Niedersachsen.
Die Forschungsinteressen von Peter Glüsing galten der Eisenzeit sowie der provinzialrömischen Periode in West- und Nordwestdeutschland. Er leitete vielfach Untersuchungen und Surveys zu westfälischen Wallburgen. Zuletzt arbeitete Glüsing an einer Karte zu Wegetrassen des römischen Militärs durch das Gebiet des heutigen Deutschlands.

## Veröffentlichungen
- Studien zur Chronologie und Trachtgeschichte der Spätlatènezeit und der frühen römischen Kaiserzeit. 1968 (Dissertation)
- Östliche Latèneeinflüsse in früheisenzeitlichen Kulturen Nordwestdeutschlands. In: Claus Ahrens (Hrsg.): Hammaburg – Vor- und Frühgeschichte aus dem niederelbischen Raum. Neue Folge 3/4. Wachholtz, Neumünster 1977, S. 47–60.
- Eine Siedlung der spätneolithischen Galeriegrabkultur im Weißen Holz bei Warburg-Rimbeck, Kr. Höxter. In: Ausgrabungen und Funde in Westfalen-Lippe. Band 2, 1984 (1985), S. 17–21.
- mit Ralph Röber: Funde von der Wilburg und von der Brunsburg. Ein Beitrag zur mittelalterlichen Keramikchronologie im Oberweserraum. In: Nachrichten aus Niedersachsens Urgeschichte Band 61, 1992, S. 135–156.
- Ergänzende Anmerkungen zur Enddatierung der frührömischen Lippelager Anreppen und Haltern. Erweiterter Diskussionsbeitrag. In: Rainer Wiegels (Hrsg.): Die Fundmünzen von Kalkriese und die frühkaiserzeitliche Münzprägung (= Osnabrücker Forschungen zu Altertum und Antike-Rezeption Band 3). Bibliopolis, Möhnesee 2000, S. 119–120.